# Бабин торжок
Бабин торжок или Бабий торжок — площадь в древнем Киеве, являвшаяся центральной площадью в Городе Владимира (детинце) и находившаяся непосредственной близости от Десятинной церкви и княжеских палат. Её название происходит предположительно от медных статуй (баб), привезённых князем Владимиром из Херсонеса и установленных перед Десятинной церковью.
Бабин торжок простирался вдоль современной Владимирской улицы в сторону Большой Житомирской. Он являлся центром торговли на Горе и вторым местом торговли в Киеве после летописного «Торговища» на Подоле. Также он имел парадные функции и являлся местом собрания вече. От Бабина торжка вели три разнонаправленные дороги. На северо-запад дорога через Киевские ворота спускалась на Подол. Другая, почти дублирующаяся современную Владимирскую улицу, вела на юго-запад к Софийским воротам и городу Ярослава. Третья улица вела на юго-восток к Михайловским воротам и городу Изяслава-Святополка.
В 1147 году после убийства горожанами князя Игоря Ольговича летописец упоминает о надругательстве над его телом и волочении через Бабин торжок.